# 원형구멍
원형구멍(foramen rotundum) 또는 정원공(正圓孔)은 나비뼈에 위치한 동그란 구멍이다. 중간머리뼈우묵과 날개입천장오목을 연결한다. 삼차신경의 가지인 위턱신경이 원형구멍으로 지나간다.

## 구조

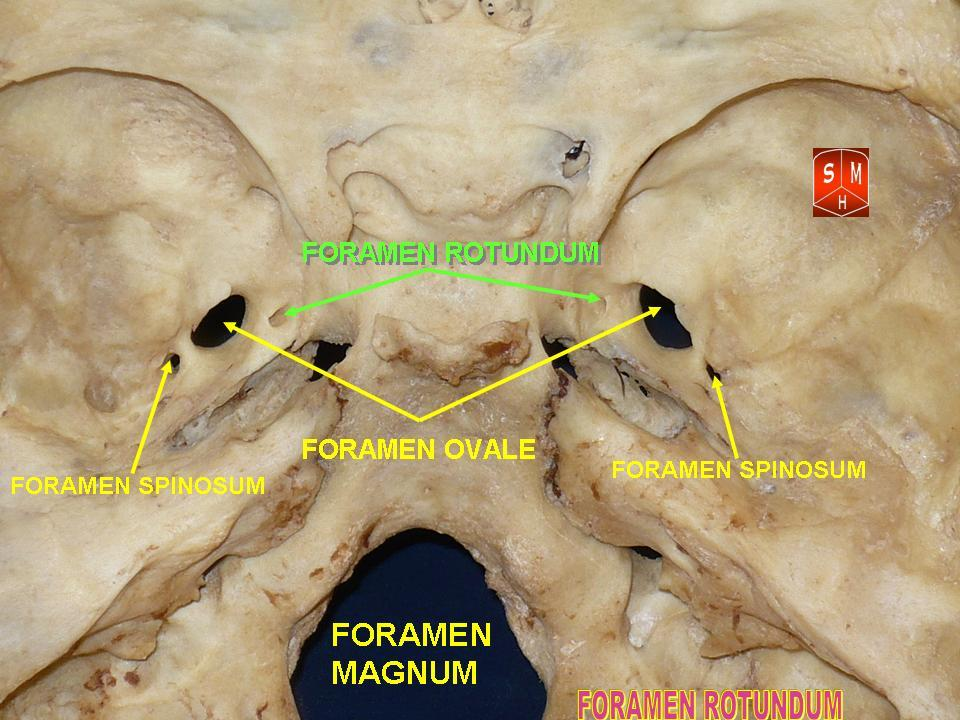
원형구멍

원형구멍은 나비뼈의 앞쪽과 안쪽에 존재하는 여러 개의 구멍 중 하나이다.
원형구멍의 평균 면적은 그리 크지 않은데, 이는 머리의 정맥계 순환에 원형구멍의 역할은 미미하다는 점을 암시하는 것일 수 있다.

### 발생
원형구멍의 모양은 태아기 전체와 출생 이후 청소년기까지 발달한다. 태아에서 원형구멍은 임신 중기가 지나면서 완벽한 고리 모양을 이룬다. 태아기에는 대부분 타원형이며, 출생 이후에 원형이 된다. 출생 이후 원형구멍의 길이는 약 2.5mm, 15~17세에는 3mm 정도이다. 성인에서 원형구멍의 평균 직경은 약 3.55mm이다.

## 기능
원형구멍은 삼차신경의 가지인 위턱신경(V2)이 지나갈 수 있는 통로 역할을 한다. 한편 원형구멍동맥(artery of foramen rotundum)과 이끌정맥도 원형구멍을 통과한다.

## 같이 보기
- 인체 구멍 목록

## 참고 문헌
이 문서는 현재 퍼블릭 도메인에 속하는 그레이 해부학 제20판(1918) page 150의 내용을 기초로 작성된 글이 포함되어 있습니다.
1. ↑  Reymond J, Charuta A, Wysocki J (2005). “The morphology and morphometry of the foramina of the greater wing of the human sphenoid bone”. 《Folia Morphologica》 64 (3): 188–93. PMID 16228954.
2. ↑  Yanagi S (1987). “Developmental studies on the foramen rotundum, foramen ovale and foramen spinosum of the human sphenoid bone”. 《The Hokkaido Journal of Medical Science》 62 (3): 485–96. PMID 3610040.
3. ↑  Lang J, Maier R, Schafhauser O (1984). “Postnatal enlargement of the foramina rotundum, ovale et spinosum and their topographical changes”. 《Anatomischer Anzeiger》 156 (5): 351–87. PMID 6486466.
4. ↑  Barral, Jean-Pierre; Croibier, Alain (2009년 1월 1일). 〈16 - Maxillary nerve〉. 《Manual Therapy for the Cranial Nerves》 (영어). Churchill Livingstone. 129–138쪽. doi:10.1016/B978-0-7020-3100-7.50019-7. ISBN 978-0-7020-3100-7.